# عدي كول
عدي كول (2 ديسمبر 1987 في الهند - ) هو لاعب كريكت هندي. لعب مع بنجاب كينغز.

## وصلات خارجية
- عدي كول على موقع إي آس بي آن كريك إنفو (الإنجليزية)